# Fossariusze
Fossariusze (Fossarianie) – domniemana sekta religijna, która miała działać w Czechach i Polsce na przełomie XV i XVI wieku. Jej  członkowie mieli gromadzić się w jaskiniach. Ich zdaniem uczestnictwo w nabożeństwach i  przyjmowanie sakramentów nie były konieczne do zbawienia. Fossarianie mieli brać udział w orgiastycznych obrzędach, w trakcie których wyszydzali sakramenty. Nowi członkowie mieli obowiązek parodiować czynności księży podczas mszy świętej.
Faktycznie istnienie takiej sekty jest wątpliwe, gdyż ze współczesnych autorów wspomina o nich jedynie Johannes Trithemius (1462-1516). Jego opis rzekomych obrzędów sekty przypomina standardowy zestaw zarzutów o rozwiązłość i wyuzdanie stawianych w różnych epokach różnym dysydenckim grupom religijnym. Zniesławiające zarzuty Trithemiusa mogły dotyczyć któregoś z odłamów Unitas Fratrum, radykalnego skrzydła ruchu husyckiego, wobec którego katoliccy autorzy używali różnych nazw (np. „waldensi”, „pikardzi” itd.).